# Spencer Dryden
Spencer Dryden (ur. 7 kwietnia 1938 w Nowym Jorku, zm. 11 stycznia 2005 w Penngroove) – amerykański muzyk znany z gry na perkusji w zespołach Jefferson Airplane, New Riders of the Purple Sage i The Peanut Butter Conspiracy.

## Życiorys

### Wczesne lata
Urodził się w Nowym Jorku jako syn Alice Chapple i Wheelera Drydena, brytyjskiego aktora pracującego na Broadwayu, brata przyrodniego Charlie Chaplina. Dryden często ukrywał ten fakt, woląc być oceniany po własnych osiągnięciach. W czasach niemowlęcych przeprowadził się do Los Angeles, gdzie jego ojciec dostał posadę u Chaplina.
Jego ojciec był fanem muzyki jazzowej i często zabierał Drydena do 
okolicznych klubów, co wzbudziło jego zainteresowanie muzyką.

### Jefferson Airplane
W 1966 r. Spencer Dryden zastąpił dotychczasowego perkusistę Jefferson Airplane, Skipa Spence.
Dryden, mający wcześniej styczność z muzyką jazzową, stworzył zgrany duet z basistą Jackiem Casady.
W tym samym czasie był w związku z Grace Slick.
W 1969 r. krytyk muzyczny Ralph J. Gleason opublikował książkę The Jefferson Airplane and the San Francisco Sound, zawierającą liczący czterdzieści-cztery strony wywiad z Spencerem Drydenem.
W 1970 r. z powodu awantur podczas festiwalu Altamont, prowadzących do zabójstwa Meredith Hunter i 
pobicia Martyego Balina, Spencer Dryden opuścił zespół. 

### New Riders of the Purple Sage
W latach od 1970 do 1977 Dryden grał na perkusji w zespole The New Riders of the Purple Sage, był 
również menedżerem tego zespołu. 
W 1995 r. wycofał się z przemysłu muzycznego.

### Późne lata
W 1996 r. Spencer razem z Jefferson Airplane został wprowadzony do Rock and Roll Hall of Fame. 
W 2003 r. Po raz ostatni pokazał się na scenie z zespołem Jefferson Starship Gallactic Reunion. 
W 2005 r. Spencer Dryden zmarł na raka żołądka w Penngroove.